# Szolnok-Doboka
Szolnok-Doboka was een comitaat in het koninkrijk Hongarije. Het lag in Noord-Zevenburgen, nu Roemenië. De hoofdstad was Dés, hedendaags Dej.

## Geografie
Szolnok-Doboka grensde aan de comitaten Szilágy, Szatmár, Máramaros, Beszterce-Naszód en Kolozs. De rivier  de Someș/Szamos stroomde door het gebied.

## Geschiedenis
Szolnok-Doboka ontstond in 1876, bij de samenvoeging van het comitaat Belső-Szolnok met het grootste deel van het comitaat Doboka.
Na de val van Oostenrijk-Hongarije in 1918 werd het gebied ingelijfd door Roemenië, wat in 1920 werd bevestigd door het Verdrag van Trianon. Onder Roemeens bestuur kreeg het de naam județul Someș. Dit district bleef tot 1960 bestaan, waarna een nieuwe bestuurlijke indeling het district van de kaart deed verdwijnen.
Het valt nu grotendeels samen met de huidige Roemeense districten Cluj in het centrum en het zuiden, met het district Maramureş in het noorden, met Bistriţa-Năsăud in het oosten en het district Sălaj in het westen.

## Bevolking
In 1910 had het comitaat 251.936 inwoners. De bevolkingsverdeling volgens moedertaal was:
- Roemeens = 189.443 (75%)
- Hongaars = 52.181 (21%)
- Duits = 6.902 (2,7%)

Nu nog steeds leeft er in de streek een kleine Hongaarse minderheid.

## Onderverdeling
In het begin van de 20ste eeuw werd het comitaat Szolnok-Doboka opgedeeld in:
| Districten (járás)                        | Districten (járás)          |
| District                                  | Hoofdstad                   |
| ----------------------------------------- | --------------------------- |
| Bethlen                                   | Bethlen (Beclean)           |
| Csákigorbó                                | Csákigorbó (Gârbou)         |
| Dés                                       | Dés (Dej)                   |
| Kápolnokmonostor                          | Kápolnokmonostor (Copalnic) |
| Kékes                                     | Kékes (Chiochiş)            |
| Magyarlápos                               | Magyarlápos (Târgu Lăpuş)   |
| Nagyilonda                                | Nagyilonda (Ileanda)        |
| Szamosújvár                               | Szamosújvár (Gherla)        |
| Stadsdistricten (rendezett tanácsú város) |                             |
| Dés (Dej)                                 |                             |
| Szamosújvár (Gherla)                      |                             |